# Прикладная музыка
Прикладна́я му́зыка — музыка, которая функционирует не как самодостаточная сущность, но выполняет какие-либо утилитарные общественные функции: сопровождение церемоний и культов, военных маршей и светских танцев, развлечение, терапия и т.д. Термин «прикладная музыка» (нем. angewandte Musik) противопоставляется термину «чистая музыка» (нем. reine Musik).

## Краткая характеристика
В древних (в том числе фольклорных) культурах музыка носила преимущественно прикладной характер, сопровождая ритуал, танец, коллективные трудовые акции (например, трудовые песни). В европейской традиционной культуре музыка выполняла прикладные задачи в церковной культуре, а также в рамках разного рода церемоний.
С XIX века в прикладной музыке различных уровней городской культуры преобладают развлекательные жанры (салонная музыка, танцевальная музыка, шлягер, цыганский романс и др.)
В середине XX века появилась мода на т.н. «звуковой дизайн». Первым востребованным продуктом такого рода была фоновая музыка: постоянное музыкальное сопровождение для фабрик/офисов (с заявленной целью поднятия производительности) и торговых центров (с целью завлечения посетителей и увеличения продаж). Музыкальное сопровождение в промышленных цехах, залах ожидания, супермаркетах, др. учреждениях в XXI веке подбирается под определённые, конкретные цели и считается т.н. «звуковым дизайном». 
Панорама видов современной функциональной/прикладной музыки широка. Помимо развлекательной танцевальной музыки, музыкальных сигналов радиостанций и рекламных джинглов, к ней относят вышеупомянутый «звуковой дизайн». К функциональной музыке также относят некоторые разновидности музыки в театре и кино, выполняющие сугубо иллюстративные задачи и не несущие самостоятельного художественного образа. В частности, в киноиндустрии, на телевидении, в рекламе активно используется продакшн-музыка (в составе так называемых продакшн-библиотек). Стоит упомянуть и жанры "elevator music" или "lounge music", где уже в названии жанра описывается место приложения, функции музыки (для elevators, лифтов и lounges, гостиных помещений соответственно).

## Функциональная музыка
В Германии начиная с 1970-х гг. термину «прикладная музыка» (angewandte Musik) предпочитают термин «функциональная музыка» (funktionale Musik). 
«Angewandte Musik» и его пандан «reine Musik» (чистая музыка) современные немецкие учёные считают принадлежащими «устаревшей» эстетике XIX в. и на этом основании в «серьёзном» контексте неупотребительными. 
В 1920-е годы и в начале 1930-х в значении прикладной музыки видные композиторы, музыковеды и социологи (П. Хиндемит, Х. Эйслер, К. Вайль, П. Нетль, Т. Адорно) пользовались словом «Gebrauchsmusik» (от глагола gebrauchen «употреблять»), который учёные XXI в. также считают устаревшим. Наконец, крупный немецкий музыковед  Г. Бесселер примерно в том же значении использовал (начиная с 1940-х гг.) понятие «Umgangsmusik» (букв. «обиходная музыка»), противопоставляя его «Darbietungsmusik» (от darbieten – преподносить, представлять что-либо) — музыке, предназначенной исключительно для слушания.
Пик дискуссий об автономной и функциональной музыке пришёлся на 1950-е — 1970-е годы. По мнению одного из авторитетных участников этих дискуссий Г.Г. Эггебрехта, понятие автономной музыки имеет смысл не само по себе, а только в бинарной оппозиции («поляризации») с функциональной музыкой. По этой причине Эггебрехт объявляет и ту и другую «историческими категориями» (historische Kategorien). 
Этому мнению вторит К. Дальхауз:  

Четкое отграничение автономной музыки от противоположного понятия функциональной музыки затруднительно, поскольку к функциям, которые осуществляются благодаря музыке (как, например, сопровождение танца или богослужения), можно относить и менее «осязаемые» задачи; к таковым можно причислить, например, коммуникативные, этические, репрезентативные, развлекательные и образовательные функции музыки... Предельно заостряя, можно сказать, что автономной музыки вообще не существует.
Дискуссии о функциональной и автономной музыке — особенно в связи с обсуждением так называемого музыкального содержания, или «музыкальной семантики» — не прекращаются и поныне. Граница между функциональной и автономной музыкой, по-видимому, навсегда останется размытой ввиду того, что «неосязаемую» функциональность многих музыкальных произведений невозможно установить (зафиксировать достоверным экспериментом).